# 灰船鸭
灰船鸭（学名：Tachyeres pteneres），是雁形目鸭科的一种不會飛的鳥。

## 特征
灰船鸭体重约4737.59克，翼长约260.8毫米，嘴峰长约60.1毫米，喙宽度约31.4毫米，喙厚度约24.6毫米，跗蹠长约62.3毫米，尾长约94.6毫米。灰船鸭是部分迁徙的鸟类，其栖息在开放的海洋及海岛环境中，食性为肉食性，主要食物来源是水生动物。

## 分布
南美洲南部，从智利南部的延基韦到火地群岛。